# رهاب الطغيان
رهاب الطغيان ، (بالإنجليزية: Tyrannophobia)‏ والذي يُعرَّف بأنه الخوف من الدكتاتورية، هو موضوع سائد في الخطاب السياسي الأمريكي. وعلى الرغم من أهميتها فإن الولايات المتحدة لم تشهد قط نظاماً دكتاتورياً، وهو ما يثير تساؤلات حول أصول وتداعيات هذا الخوف الشامل.
في بحثهما المنشور عام 2009 تحت عنوان "رهاب الطغيان"، قام الباحثان القانونيان إريك أ. بوسنر وأدريان فيرمول بفحص هذه الظاهرة، واقترحا أن رهاب الطغيان هو موقف سياسي غير عقلاني تداخل، ولا يزال يتداخل، مع الإصلاح المؤسسي المطلوب.  
لقد تم استكشاف مفهوم رهاب الطغيان في وسائل الإعلام المختلفة أيضًا. على سبيل المثال، تناول برنامج BackStory الإذاعي الجوانب التاريخية والمعاصرة لهذا الخوف، وناقش كيف تطورت تصورات الاستبداد في الولايات المتحدة بمرور الوقت. 
لقد سلطت العديد من المناقشات حول رهاب الطغيان الضوء على قدرته على تحويل الانتباه عن القضايا الاجتماعية والاقتصادية الأساسية، والتركيز بدلاً من ذلك على التهديدات المزعومة للمؤسسات الديمقراطية. ويشير هذا المنظور إلى أن معالجة الأسباب الجذرية للاستياء السياسي قد تكون أكثر فعالية من التركيز فقط على الخوف من الدكتاتورية المحتملة. 